# Викман, Самуэль
Магнус Самуэль Таге Викман (швед. Magnus Samuel Tage Wikman; род. 22 января 2002) — шведский футболист, защитник клуба «Сириус».

## Клубная карьера
Начинал заниматься футболом в клубе «Уппсала-Курд». В 2017 году перешёл в академию «Сириуса», в которой начал выступать за юношеские команды. В 2020 году начал привлекаться к тренировкам с основной командой и попадать в заявки на матчи. В её составе дебютировал в чемпионате Швеции 6 декабря в гостевой встрече с «Гётеборгом», заменив на 80-й минуте Мохаммеда Саида.

## Личная жизнь
Отец Самуэля — Магнус Викман в прошлом также футболист, ныне тренер.

## Клубная статистика
| Выступление      | Выступление      | Выступление      | Лига | Лига | Кубки | Кубки | Конт. кубки | Конт. кубки | Итого | Итого |
| Клуб             | Лига             | Сезон            | Игры | Голы | Игры  | Голы  | Игры        | Голы        | Игры  | Голы  |
| ---------------- | ---------------- | ---------------- | ---- | ---- | ----- | ----- | ----------- | ----------- | ----- | ----- |
| Сириус           | Аллсвенскан      | 2020             | 1    | 0    | 0     | 0     | 0           | 0           | 1     | 0     |
| Сириус           | Аллсвенскан      | 2021             | 1    | 0    | 0     | 0     | 0           | 0           | 1     | 0     |
| Сириус           | Итого            | Итого            | 2    | 0    | 0     | 0     | 0           | 0           | 2     | 0     |
| Всего за карьеру | Всего за карьеру | Всего за карьеру | 2    | 0    | 0     | 0     | 0           | 0           | 2     | 0     |